# Leechen
In de informatica, en specifieker op het Internet, betekent leechen het downloaden van gegevens van iemand of van een groep, zonder iets aan te bieden in ruil. Iemand kan ook enkele symbolische of lege bestanden aanbieden om te vermijden als leecher te worden aangezien.
De term komt van het Engelse leech dat letterlijk onder andere bloedzuiger betekent, of figuurlijk de betekenis van parasiet, profiteur en uitzuiger heeft.
Veel peer-to-peer toepassingen hebben opties om met leechers om te gaan, zoals het toekennen van een beperkte snelheid bij het uploaden, of uploaden niet toestaan. Veel warezboards voeren een anti-leech-beleid om de gegevens die gedownload kunnen worden, af te schermen totdat de bezoeker heeft aangetoond geen leecher te zijn. Dat kan de bezoeker doen door bijvoorbeeld zelf een aantal gegevens aan te gaan bieden.